# Karákóramská dálnice

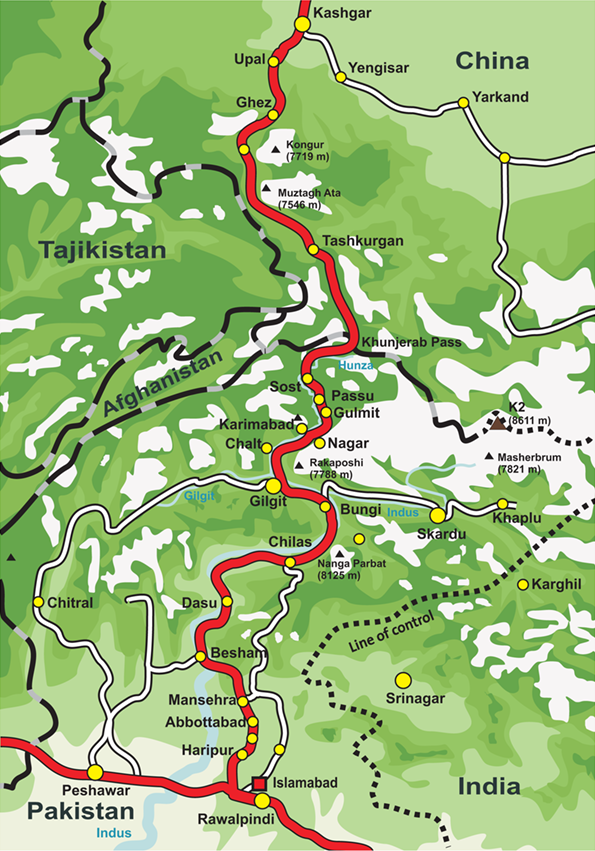
Mapa

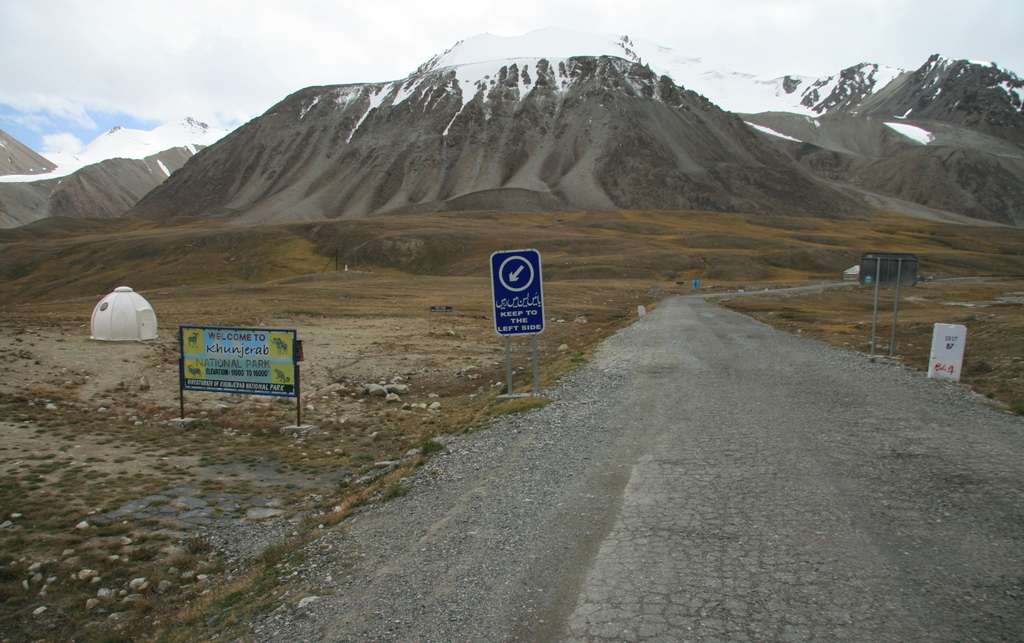
Dálnice nedaleko kulminačního bodu

Karákóramská dálnice (anglicky Karakoram Highway, zkráceně KKH) je dálková vysokohorská silnice vedoucí z Kašgaru v Číně do Abbottábádu v Pákistánu. Je dlouhá 1300 km (někdy se k ní počítá také 70 km dlouhý úsek z Abbottábádu na jih do Hasan Abdalu, kde se napojuje na páteřní celoindickou Grand Trunk Road). V průsmyku Chundžeráb silnice dosahuje nadmořské výšky 4693 metrů, což z ní činí nejvýše položenou mezinárodní silnici s pevným povrchem na světě. Oficiálně je označována v Číně jako G314 a v Pákistánu jako N-35.
Stavba silnice ve strategické oblasti Kašmíru byla zahájena v roce 1959 jako výraz čínsko-pákistánského spojenectví. Stovky čínských dělníků, kteří při stavbě zahynuli, jsou pohřbeny na hřbitově China Yagdar ve městě Gilgit. Silnice byla dokončena v roce 1979 a od roku 1986 je otevřena pro civilní vozidla. Od června 2006 funguje mezi Abbottábádem a Kašgarem pravidelná autobusová linka, provozovaná firmou Northern Areas Transport Corporation. Zároveň začaly práce na rozšíření a zpevnění silnice, která umožní čínským kamionům se zbožím přístup k Arabskému moři. Zatím jsou v zimním období vysokohorské úseky kvůli závějím a lavinám nesjízdné. Dálnice vede přes čtyři nejvyšší světová pohoří (Karákóram, Hindúkuš, Himálaj a Pamír) a překonává údolí řek Indus a Hunza.